# Oie de garde

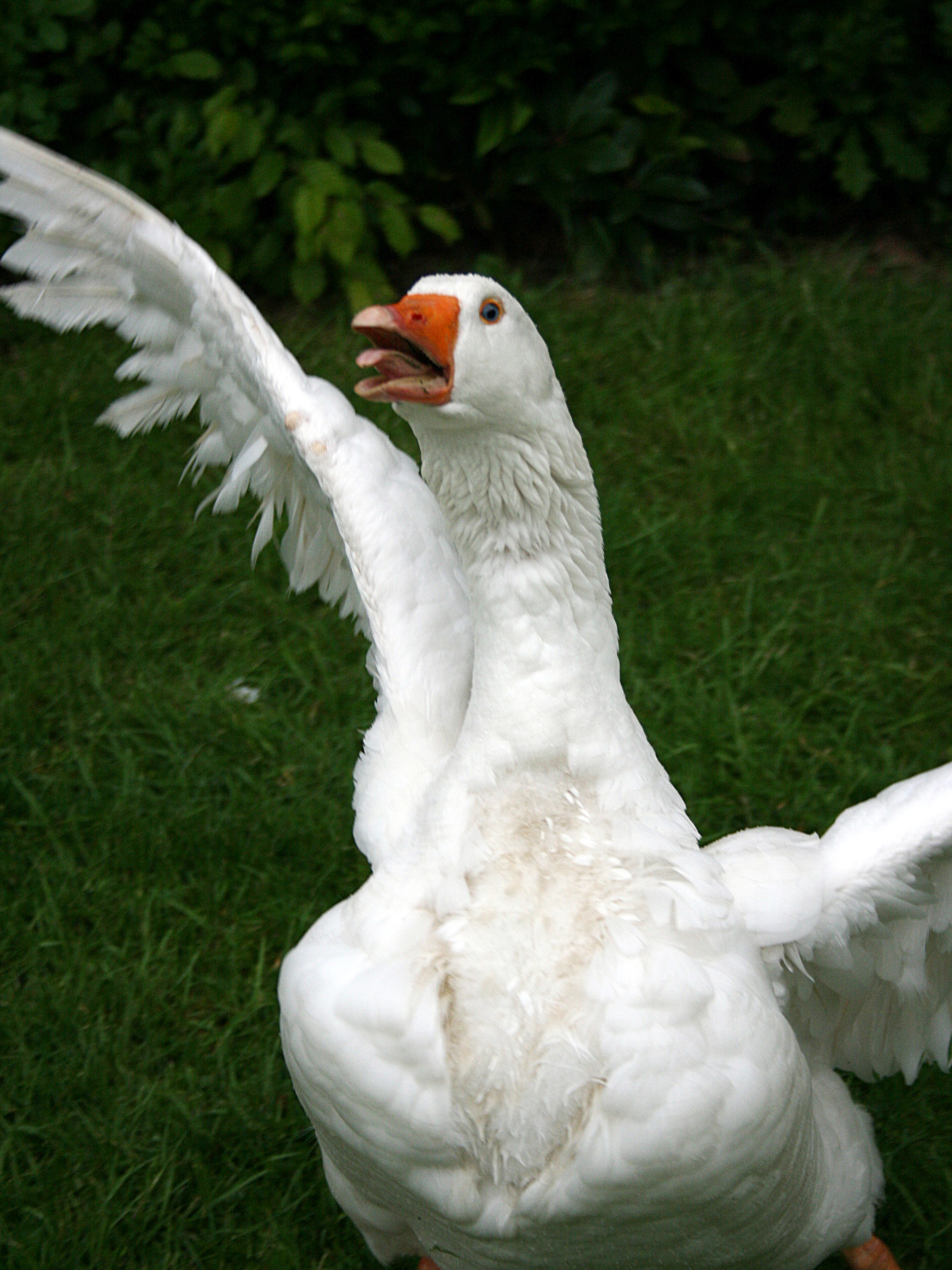
Oie faisant preuve d'agressivité.

L'oie de garde est une oie domestique qui est utilisée comme animal de garde dans les fermes mais aussi dans d'autres situations.

## Comportement de l'oie

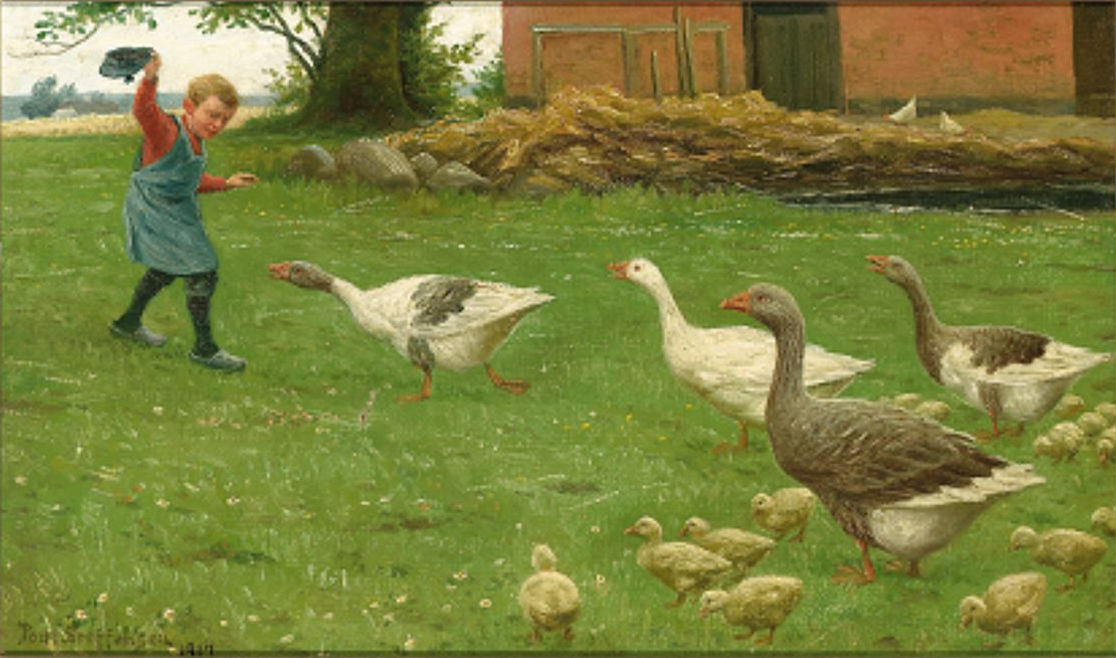
Oie attaquant un enfant (peinture de Poul Steffensen, 1917)

Les oies sont considérées comme ayant une excellente vue et comme étant « vigilantes et curieuses », avec un fort instinct territorial. Des attaques d'oie sur les humains sont fréquemment signalées. Un cas en 2001 a créé un précédent juridique, entraînant une indemnisation de plus de 17 000 $ pour un livreur blessé, la première dans l'Illinois causée par la faune sauvage. Dans un autre cas, plusieurs oies protégeant leurs oisons ont fait tomber un Anglais de son vélo, ce qui a entraîné une hospitalisation. Un habitant de Buffalo, dans l'État de New York, a réclamé plus de 2 millions de dollars de dommages et intérêts pour une attaque d'oie sur la propriété d'un voisin. Parfois, les gardes de parc ont dû tuer des groupes entiers d'oies agressives. Les bernaches du Canada dans les parcs de Cincinnati sont responsables de plusieurs attaques : elles ont renversé des gens et sont responsables de plusieurs fractures. Elles ont été décrites comme « des missiles d'attaque crachant, sifflant et mordant ».
Le même comportement agressif et territorial peut être utilisé pour monter la garde. Les oies savent très bien distinguer les personnes et sons inhabituels de leur quotidien normal. Leurs cris bruyants alerteront les humains lorsqu'elles sont alarmées.

## Historique

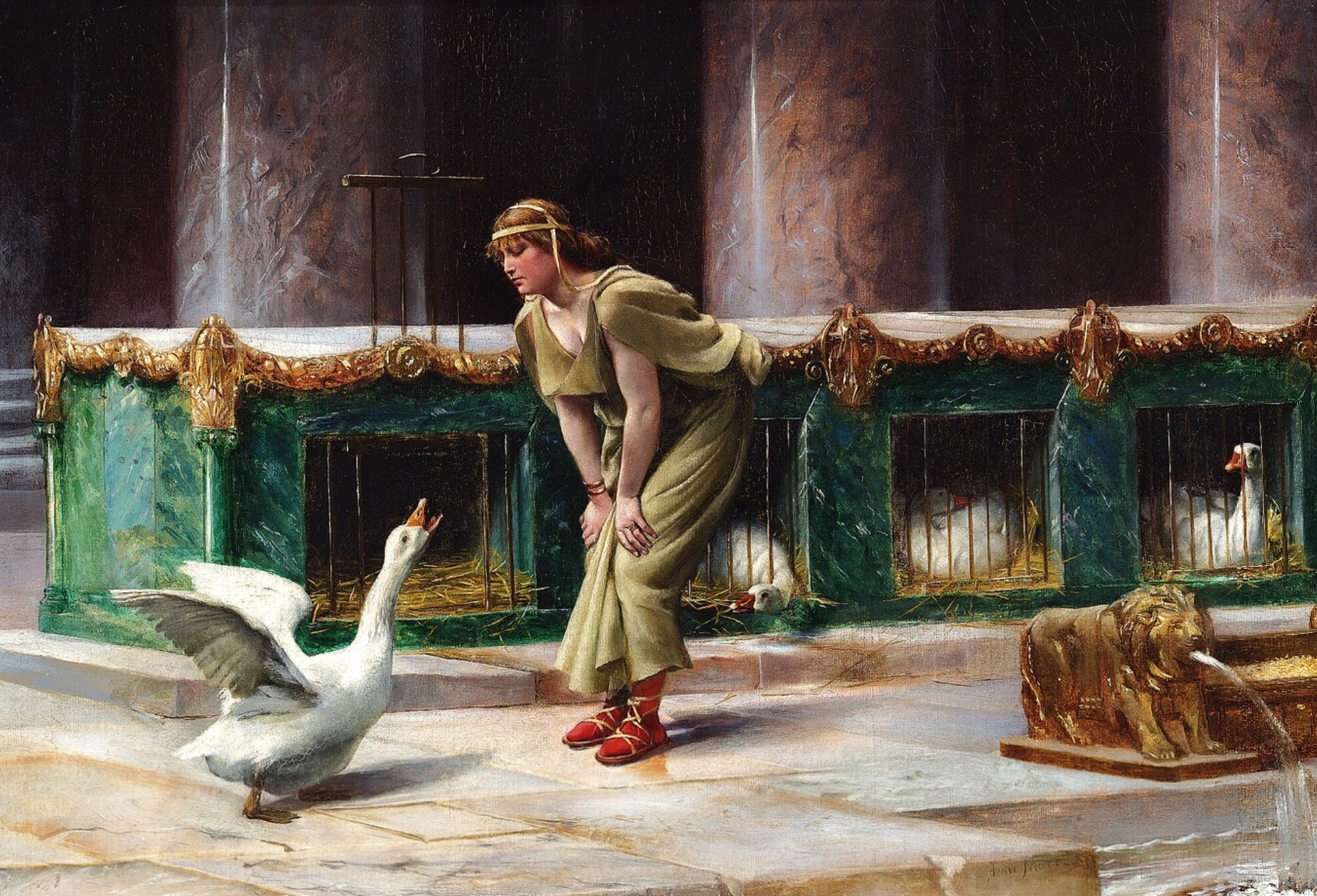
Les oies du Capitole par Henri-Paul Motte, 1889.

Les oies de garde ont été utilisées à travers l'histoire et dans les temps modernes. Dans la Rome antique, les oies sont créditées par l'historien Tite-Live pour avoir donné l'alarme lorsque les Gaulois ont tenté d'envahir le Capitole,,.
Dans les fermes modernes, on dit que les oies sont de bons moyens de dissuasion contre les prédateurs d'autres volailles domestiques,. Un manuel sur la sécurité industrielle les recommande pour la protection des entrepôts et autres biens physiques isolés. Elles auraient été utilisés pour garder les installations de l'Aerospace Defense Command des États-Unis en Allemagne ; ou comme la Scotch Watch, nom donné à un groupe d'oies gardant la distillerie Ballantine à Dumbarton, en Écosse, ; ou également, pour protéger un poste de police dans le Xinjiang, en Chine,,.

## Races
Certaines sources citent l'oie africaine (en), l'oie romaine (en), l'oie de Poméranie et l'oie de Chine comme les meilleures races pour la garde,. La Chinoise est bruyante et l'Africaine est à la fois bruyante et grande,.